# Boeing 717
A Boeing 717 kéthajtóműves, keskeny törzsű utasszállító repülőgép, amelyet MD–95 jelzéssel a McDonnell Douglas fejlesztett ki a DC–9 harmadik generációs utódaként.
1997-ben egyesült a McDonnell Douglas és a Boeing, 1999-ben állt szolgálatba az első Boeing 717-es repülőgép. A gyártását 2006-ban fejezték be.
Legfeljebb 117 utas befogadására alkalmas, hatótávolsága 3820 km, a repülőgépet két Rolls-Royce gázturbinás sugárhajtómű hajtja.